# Iskăr
L'Iskăr o  Isker (in bulgaro Искър?, in latino Oescus, in greco: Iskyr) è il fiume più lungo (368 km) della Bulgaria, affluente di destra del Danubio.

## Geografia

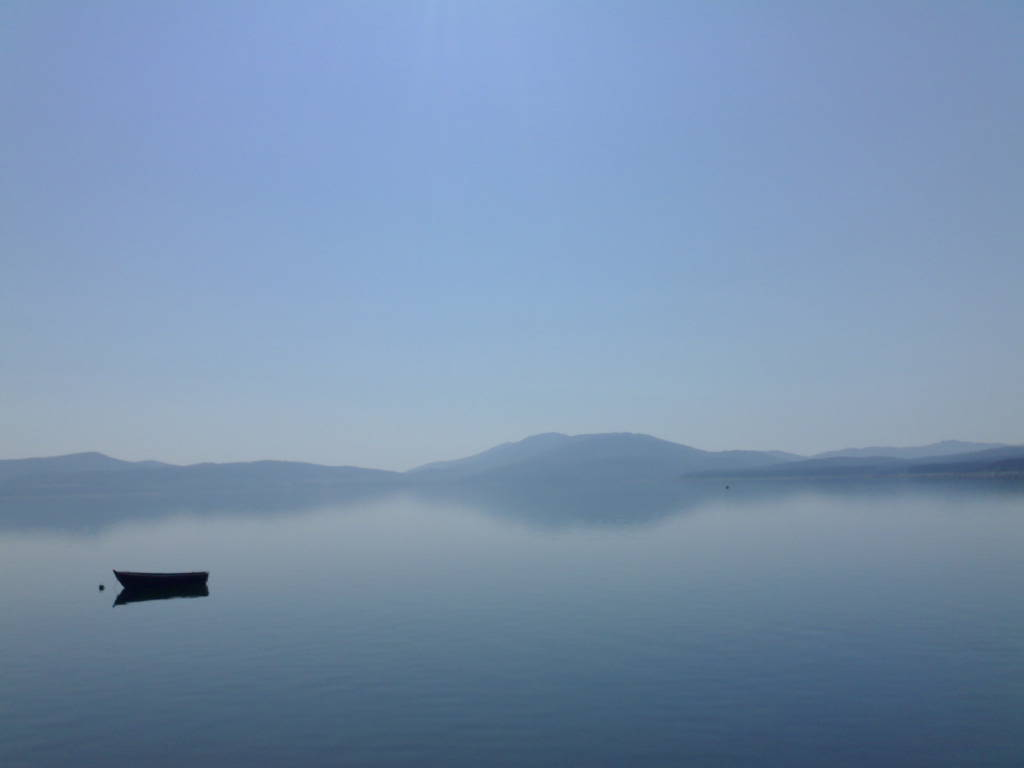
Diga sull'Iskăr

Nasce presso il versante settentrionale del complesso montuoso del Rila ed è costituito da tre distinti corsi d'acqua, il Černi (nero) Iskăr, il Beli (bianco) Iskăr e il Levi Iskăr.
Attraversa la parte occidentale del paese e nel suo ultimo tratto scorre lungo la regione storica della Dacia.